# Men (Gottheit)

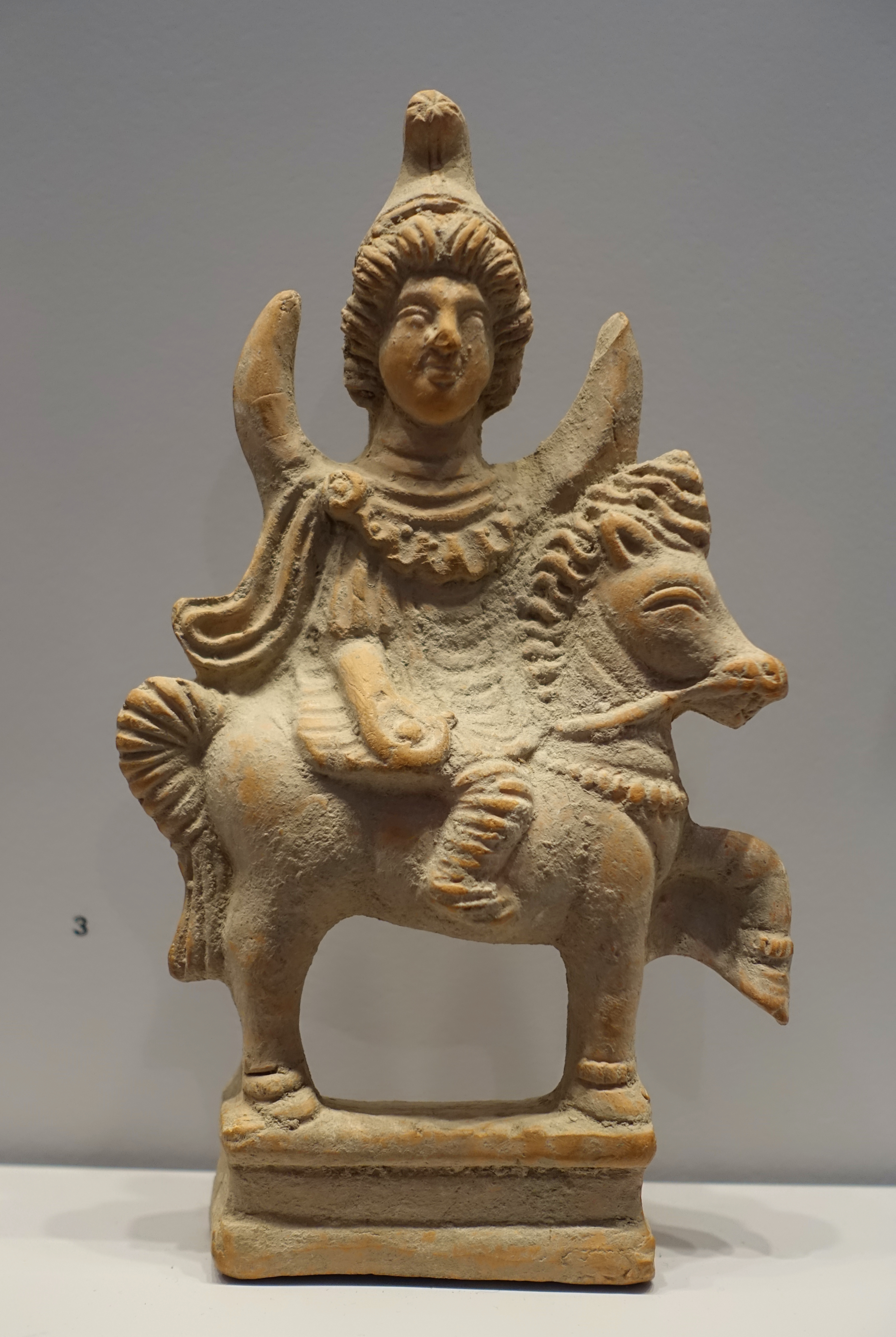
Men reitend, Terrakotta-Statuette, Arthur M. Sackler Museum, Harvard University 2012.1.1, 3. Jahrhundert n. Chr.

Men (altgriechisch Μήν Mḗn, lateinisch Mensis) war eine antike Mondgottheit, die vor allem in der römischen Kaiserzeit in Kleinasien verehrt wurde.
Die Gottheit ist möglicherweise persischer Herkunft, wie einige der altpersischen und der Men-Religion gemeinsame Elemente nahelegen. Früheste sichere Erwähnungen stammen aus dem 4./3. Jahrhundert v. Chr., die Mehrheit aller Zeugnisse kommt jedoch aus der römischen Kaiserzeit. Verehrt wurde die Gottheit besonders in Kleinasien, insbesondere in Lydien und Phrygien.
Ikonographisch ist sie durch die Mondsichel und die phrygische Mütze ausgezeichnet. Sie trägt Ärmel- und Hosengewand, Chiton und Mantel. Sie erscheint sowohl stehend wie reitend, auf Pferd, Widder oder Hahn, gelegentlich ist sie von Löwen flankiert.